# Gunung Megang (Jarai)
Gunung Megang is een bestuurslaag in het regentschap Lahat van de provincie Zuid-Sumatra, Indonesië. Gunung Megang telt 408 inwoners (volkstelling 2010).